# 拉斯加爾薩斯 (巴拿馬區)
拉斯加爾薩斯（西班牙語：Las Garzas），是巴拿馬的城鎮，位於該國中東部，由巴拿馬省的巴拿馬區負責管轄，該城鎮在2017年5月31日從帕科拉東部地區分出。